# Charles McCormick
Charles „Charlie“ McCormick († Januar 2021) war ein US-amerikanisch-schweizerischer Basketballspieler.

## Werdegang
Der aus Fredonia im US-Bundesstaat Arizona stammende McCormick spielte bis 1981 in seinem Heimatland an der Grand Canyon University. Als Berufsbasketballspieler war der 1,93 Meter große McCormick acht Jahre in Europa beschäftigt. In der Schweiz spielte er für den CVJM Birsfelden, den BC KZO Wetzikon, für Basket Regensdorf und Lugano. Er nahm während seiner Laufbahn die Staatsbürgerschaft der Schweiz an. 1984 war McCormick zusammen mit John Ferguson Gründer eines im Sommer abgehaltenen Basketball-Jugendtrainingslagers, das in Zofingen im Laufe der Jahre zu einer der größten Veranstaltungen dieser Art in Europa anwuchs. McCormick und Ferguson gewannen mehrmals NBA-Spieler wie Steve Nash, Dirk Nowitzki und Jeff Hornacek als Gäste ihres Trainingslagers.
Als Trainer betreute McCormick in der Schweiz bei CVJM Birsfelden Jugendmannschaften, später war er Trainer bei den Vereinen BC KZO Wetzikon, Basket Regensdorf und Bellinzona Basket. Mit Bellinzona nahm er in der Saison 1990/91 am europäischen Vereinswettbewerb Korać-Cup teil.